# Cordia guacharaca
Cordia guacharaca är en strävbladig växtart som beskrevs av J. Gaviria. Cordia guacharaca ingår i släktet Cordia, och familjen strävbladiga växter. Inga underarter finns listade i Catalogue of Life.